# Bitva u San Patricia
Válka o San Patricia vypukla 27. února 1836 mezi mexickou armádou a rebelujícími přistěhovalci, kteří obývali Mexickou provincii Texasu, známou také jako Texians. Válka označuje začátek takzvané "Goliadské kampaně", kdy Mexická ofenziva znovu dobyla Gulfské pobřeží v Texasu. Toto místo se nachází ve městě San Patricio a jeho okolí. 
Na konci roku 1835 byli všichni mexičtí vojáci vyhnáni z Texasu. Frank W. Johson, velitel dobrovolnické armády v Texasu a James Grant shromáždili dobrovolníky pro plánovanou invazi do mexického přístavního města Matamoros. Po několika týdnech shromažďování koní pro Expedici Matamoros se Johnson a skupina asi 40 mužů vydala se stádem směrem na San Patricio. Johnson pověřil několik vojáku, aby na 4 míle (6,4 km) vzdáleném ranči hlídali koně, zatímco se zbytek mužů vydal upevnit tři různá místa ve městě.
Bez vědomí mexických obyvatel Texasu vedl 18. února Mexický generál José de Urrea rozsáhlou skupinu vojáků z Matamorosu směrem do Texasu. Jejich cíl byl zneutralizovat mexické vojsko obývající Texas a shromáždit jej podél pobřeží. Vojsko José de Urrea snadno následovalo stopu zanechanou Johnsonovým stádem koní. Mexičtí vojáci překvapili spící Texians v San Patriciu v ranních hodinách 27. února. Po patnáctiminutové bitvě byli téměř všichni zabiti či uvězněni. Jeden Mexický voják byl zabit a čtyři zraněni.

## Pozadí
Za vlády prezidenta Antonia Lópeze de Santa Anny se mexická vláda začala přesouvat z federalistického modelu na více centralizovanou vládu. Jeho narůstající diktátorské zásady, včetně zrušení ústavy z roku 1824 v roce 1835, podnítila federalisty v celém národním odboji. Mexická armáda rychle potlačila odpor Mexičanů, včetně brutálního potlačení domobrana ve městech Oaxaca a Zacarates. Nepokoje pokračovaly v Mexickém státě Coahuila y Tejas. Území ohraničené Spojenými státy americkými, známé také jako Texas, bylo osídleno převážně anglicky mluvícími osadníky, známými pod názvem Texians. V říjnu se Texians chopili zbraní a tím začala takzvaná Texaská revoluce. Následující měsíc se Texians prohlásili jako obyvatelé státu nezávislého na Coahuila a vytvořili prozatímní vládu na základě principů Ústavy z roku 1824. Do konce roku byli všechny Mexické jednotky vyhnány z Texasu. 
Vůdčí federalisté v Mexiku obhajovali plán na útok na centralistické vojsko v Matamarosu. Členové generální rady, jakožto prozatímního orgánu řídící Texas, byli okouzleni myšlenkou Expedice Matamoros. Doufali, že tento krok inspiruje ostatní federalistické státy ke vzpouře a udrží znuděné Texiánské vojáky od opuštění armády. Nejdůležitější věcí by bylo přesunutí válečné zóny mimo území Texasu. Rada oficiálně schválila tento plán 25. prosince a 30. prosince se Frank W. Johnson, velitel dobrovolnické armády, a jeho pomocník James Grant s většinou armády a téměř všemi zásobami přesunuli do města Goliad z důvodu přípravy expedice.
Rozhodnutý potlačit povstání, Santa Anna začal shromažďovat rozsáhlou armádu pro obnovení řádu; na konci roku 1835 čítala jeho armáda 6019 vojáků. Na konci prosince se, na jeho příkaz, Mexický Kongres schválil Tornelovu vyhlášku, která deklarovala, že všichni cizinci bojující proti Mexickým vojskům "budou považováni za piráty a bude se s nimi jednat jako s občany, kteří v současné válce s Republikou bojují za neuznaný stát pod neuznávanou vlajkou". Na počátku 19. století se zadržení piráti okamžitě popravovali. Usnesení, které vydala Mexická Armáda, povolovalo nevěznit zajatce ve válce proti Texians. Santa Anna vedl osobně většinu svých vojsk do vnitrozemí do San Antonio de Béxar a nařídil generálu José de Urreovi, aby vedl 550 vojáků podél silnice Atascocita směrem ke Goliadu. Urreovo úsilí potlačilo povstání podél Gulfského pobřeží, které vešlo do historie pod názvem Goliadská Kampaň.

## Předehra
Texaskou prozatímní vládu jmenoval Sam Houston, velitel nové pravidelné armády v Texasu, ale bez oprávnění nad dobrovolníky, kteří hlasovali pro Johnsona. Prozatímní guvernér Henry Smith nepodporoval Expedici Matamoros a nařídil Houstonovi, aby našel způsob, jak tuto operaci rozpustit. Ve strhujícím projevu k dobrovolníkům se Houstovi podařilo odradit většinu mužů od pokračování v jejich poslání. Mnoho z nich opustilo armádu. Ostatní se připojili k druhému nejvyššímu veliteli, Jamesi Fenninovi na Presidio La Bahia v Goliadu. Na konci ledna 1836 zůstalo jen 70 mužů, kteří byli s Johnosen a Grantem. Většina dobrovolníků byli Američané nebo Evropané kteří přijeli do Texasu po začátku Texaské Revoluce. 
José de Urrea dosáhl Matamorosu 31. ledna. Sám jakožto angažovaný federalista brzy přesvědčil ostatní federalisty v oblasti, že konečný cíl Texians, secese a pokus o zažehnutí federalistického povstání, byl jen způsob odvrácení pozornosti. Urreova armáda přišla do Texasu 18. února.
Mezitím mexičtí dvojití agenti pokračovali v ujišťování Johnsona a Granta, že by byli schopni snadno dobýt Matamoros. I přes zvěsti o blížící se Mexické armádě se Grant a Johnson rozhodli vzít své muže na jih od řeky Nueces, na území jenž patří do státu Tamaulipas, aby našli nějaké koně ke koupi nebo ke krádeži. Kolem 21. února putoval Johnson s částí svojí skupiny a asi 100 koňmi zpět do Texasu. Zbytek mužů zůstal s Grantem, aby se zdánlivě snažili najít další koně. Ve skutečnosti se pokoušel setkat se spojenci blízko Matamorosu, aby zjistil, zdali jsou ještě federalisté ochotni povstat proti mexické armádě. 
Johnsonovi muži dorazili 24. února do San Patricia, Irské osady vzdálené asi 100 mil (160 km) severně od Matamorosu. Mnoho obyvatel San Patricia byli centralisté věrní Mexické vládě. Johnson vyslal dvanáct mužů, aby střežili koně na ranči Julian de la Garza, vzdáleného  přibližně 4 míle (6,4 km) od města, zatímco zbytek se připravoval v San Patriciu. Počasí bylo chladné a oblečení mužů bylo obnošené a prošoupané. Johnson si byl jistý, že pokud se mexičtí vojáci přiblíží, bude jej Grant varovat, a proto se rozhodl jmenovat hlídky namísto nasazení celého vojska na útočiště.
Mexická armáda jednoduše následoval stopu zanechanou po Johnsonově stádu. 25. února vedl Urrea 100 dragounů (pěchoty vycvičené k jízdě na koni, anglicky dragoons) a 100 vojáků pěchoty na okraj území Texians. Kolem desáté hodiny večer nahlásili zvědové, že se Texiánští vojáci usadili v San Patriciu. Mexičtí vojáci pokračovali v pochodu chladnou nocí; šest z nich zemřelo po odhalení. 

## Bitva
Urrea vyslal tři důstojníky převlečené za civilisty do San Patricia, aby varovali centralisty, že Mexická armáda se blíží. Ve snaze o snížení obětí a škody na majetku byli centralisté požádáni, aby zanechali ve svých oknech rozsvícené lucerny jako důkaz loajality. Místní také podrobně popsali důstojníkům, kde se Texiánští vojáci nacházejí. Urrea poslal 30 mužů pod velením kapitána Rafaela Pretalia, aby překvapili tábořící Texiánce na ranči Julian de la Garza. 26. února ve 3:30 minut ráno vstoupili zbývající Mexičtí vojáci do San Patricia. 
Jedna skupina Texians se vzdala okamžitě, když probudili obklíčeni Mexickými vojáky. Když byla jiná skupina požádána, aby se vzdala, místo toho zahájili palbu, při které zabili jednoho Mexického důstojníka a další dva vojáky zranili. Aby se předešlo více obětem, zahájili Mexičtí dragoonové vypalování domů, aby přinutili Texiánce vyjít ven. Několik Texiánců oznámilo, že se vzdávají, avšak potom, co vyšli ven, byli zastřeleni nebo popraveni. 
Johnson a jeho tři muži, poručík Daniel Toler a seržant Love a Miller, byli stále vzhůru, protože probírali bojovou taktiku. Mexickým vojákům bylo řečeno, že v domě, kde byl Johnson, byl jedním z jejich cílů, a přesto zde svítila lampa, což signalizuje, že to byl domov loajalistů. Jedna ze skupin vojáků z opatrnosti zaklepala na dveře. Než však mohli Texians otevřít dveře, uslyšeli střelbu z náměstí. Toler se podíval z okna a uviděl uniformované vojáky na verandě. Bez otevření řekl vojákům ve španělštině, že zde žádní vojáci nebyli. Boje se přestěhovaly do ulic, vojáci bránící zadní dveře se přesunuli kolem domu na frontu. Johnson, Toler, Love a Miller vyběhli zadními dveřmi a unikli.
Na ranči José de la Garza drželi Texiánci hlídky. V chladu však všechny hlídky usnuli. Vojáci kapitána Pretalia zahájili palbu na spící muže a zranili dva z nich. V následném boji zahynuli čtyři Texians, osm mužů (tři Američané a pět mexických občanů) bylo vzato do vazby a několik uprchlo.
Boj skončil po patnácti minutách.

## Následky
Johnson, Tyler, Miller, Love, John F. Beck úspěšně uprchli. Vydali se pěšky do města Refugio, ze kterého odeslali zprávu do města Goliad v okrese Fannin, 75 mil (121 km) severně, že Urreova armáda je blízko. Ti, kteří přežili, dorazili do města Goliad 29. února. Po vyplnění oficiální zprávy o bitvě, se rozhodl Johnson, Toler a Love opustit armádu. Odešli do města San Feliepe. Zbývající přeživší se připojili k Fanninskému vojsku. Padli při Goliadském masakru 27. března 1836. 
Jedenáct Texians bylo zavražděno, pět utrpělo smrtelná zranění a 21 bylo zajato. Šest místní mužů bylo zatčeno pro pomoc při povstání. Někteří historici uvádějí, že muži byli zajati ihned na náměstí. Podle zpráv Johnsona  a dalších byli zajatci mučeni. Během 72 hodin byli všichni mrtví. Jeden Mexický voják zemřel a čtyři byli zraněni. 
V úředník záznamech Urrea je uvedeno, že se bitva odehrávala na pevnosti Lipantitlán, na druhé straně řeky Nueces. Texiánské záznamy tvrdí, že k bojům došlo ve městě a na ranči José de la Garza. Zatímco Urrea čekal na posily před pochodem směrem na Goliad, jeho záloha hledala Granta a zbývající Texians. Po určení místa Grantova pobytu pomocí místních špehů, 2. března přepadli dragoouns Texians v Aqua Dulce Creek.